# Klaus Hirche
Klaus Hirche (* 7. Juni 1939 in Weißwasser; † 3. Mai 2022) war ein deutscher Eishockeytorwart und -trainer.

## Karriere
Klaus Hirche verdankte seine Karriere einer Sichtung von Eishockeyspielern auf dem Jahnteich in Weißwasser 1948 für eine Pioniermannschaft. Während seiner aktiven Spielerzeit, die in Weißwasser begann, spielte Hirche – bis auf eine Saison als Eishockeystürmer – auf der Position des Eishockeytorhüters.
Nach seiner aktiven Spielerzeit blieb er mit dem Eishockey verbunden und begann, als Trainer zu arbeiten. Vier Jahre trainierte er die Mannschaft der SG Dynamo Weißwasser und gewann in dieser Zeit drei Meistertitel. Während der zwei Jahre, in denen er als Trainer der Eishockeynationalmannschaft der DDR arbeitete, nahm er zweimal an Weltmeisterschaften teil.
Nach der Wende beendete Klaus Hirche seine Tätigkeit als Trainer und fungierte bis 2002 als Mannschaftsleiter der Weißwasseraner.
Hirsche verstarb im Mai 2022 im Alter von 82 Jahren.

### International
Für die Eishockeynationalmannschaft der DDR nahm Klaus Hirche als Spieler an 118 Spielen teil und war Teilnehmer an acht Weltmeisterschaften sowie an den Olympischen Winterspielen 1968, er bestritt dabei 43 Spiele und wurde viermal WM-Fünfter.
Als einer der ersten Torhüter spielte er international mit einer Maske. Deren von ihm gewählte Bemalung in schwarzer Farbe brachte Klaus Hirche den Spitznamen „die Schwarze Maske“ ein. Diesen Namen prägte ein schwedischer Sportreporter während der Eishockey-Weltmeisterschaft 1963.
Als Trainer der Nationalmannschaft nahm Hirche an zwei weiteren Weltmeisterschaften teil.

## Erfolge und Auszeichnungen
Klaus Hirche gewann als Spieler elf Meistertitel der DDR und als Trainer weitere drei. Er wurde in die Hockey Hall of Fame Deutschland aufgenommen.